# Björn "Lurch" Andersson
Björn Erling ”Lurch” Andersson, född 5 juli 1950, är en svensk tidigare handbollsspelare i IF Saab och Svenska landslaget.

## Klubbkarriär
Björn Andersson började spela med Örebro SK. När Örebro 1968 lade ner sin handbollssektion flyttade han till IF Saab i Linköping. Där vann han JSM-guld första säsongen och senare SM-guld 1973 och 1974. Han vann den allsvenska skytteligan 1970, 1971 och 1972. Han är en av handbollens stora profiler, en storskytt som utnyttjade sin längd och uppnådde en kraft i sitt skytte som då endast kunde jämföras med östblockets handbollsproffs.
Smeknamnet "Lurch" fick den nära 196 cm långa Andersson efter rollfiguren Lurch i tv-serien Familjen Addams.

## Landslagskarriär
På landslagsnivå deltog han i OS 1972 samt i VM 1970, 1974 och 1978 samt spelade totalt 114 landskamper med 460 gjorda mål. Säsongen 1975/76 utsågs Andersson till Årets spelare i svensk handboll. Björn Andersson är med 100 landskamper Stor Grabb.